# Architettura obliqua

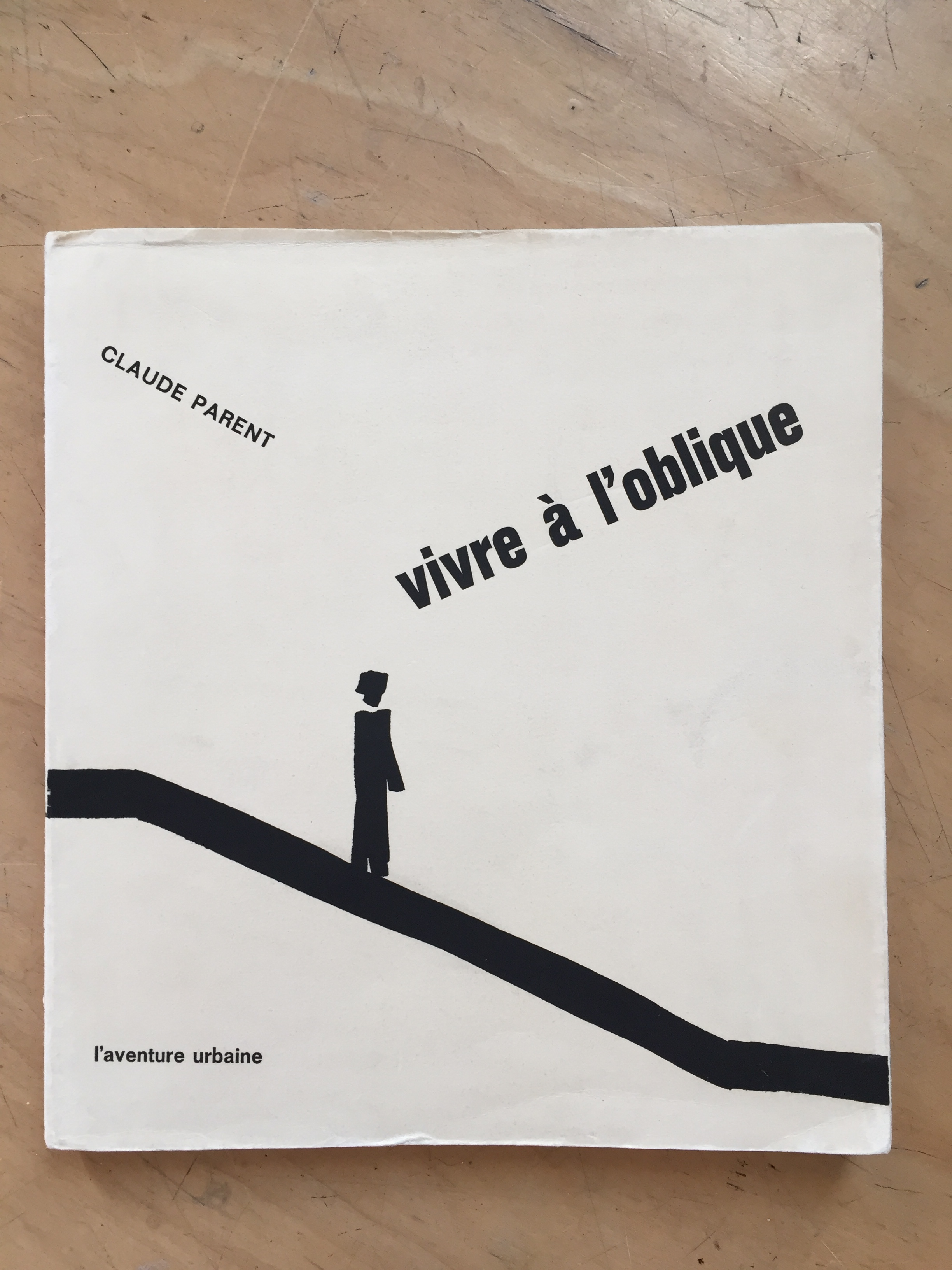
Édizione originale di "Vivre à l'Oblique" (1970) di Claude Parent

L'Architettura obliqua o funzione obliqua è un movimento architettonico ed artistico fondato da Claude Parent e Paul Virilio nel 1964. Tale movimento fu definito dai loro fondatori come ""la fine del verticale come un asse di elevazione, l'estremità dell'orizzontale come piano permanente, questo a beneficio dell'asse obliquo e del piano inclinato".

## Principi
Le teorie dell'Architettura obliqua, che prendevano parte anche al decostruttivismo, furono il frutto della ricerca di Claude Parent e Paul Virilio sul tema dell' "obliquo" e della "diagonale" e ha come principio l'eliminazione dell'ortogonalità e l'organizzazione spaziale della città su piani inclinati accessibili e continuamente vivibili in tre dimensioni.
I principi dell'Architettura obliqua sono stati sviluppati dal gruppo Architecture-Principe e nel Workshop Virilio-Parent presso la École spéciale d'architecture. La funzione obliqua ha dato origine a un libro manifesto e poi ad una mostra intitolata Vivre à l'oblique. I suoi principi furono messi in pratica durante la realizzazione sperimentale di "spazi obliqui" nelle case della cultura a Havre (1969), a Nevers (1971), a Amiens (1972), a Douai (1973), a Chalon-sur-Saône (1973).
La Église Sainte-Bernadette du Banlay di Nevers, costruita nel 1966, è oggi una delle espressioni in cui sono visibili le applicazioni di questa teoria. L'interno progettato come uno spazio obliquo e il suo terreno, non piatto, hanno la forma di una "V". Questa chiesa al tempo della sua creazione fu accolta piuttosto male a causa del suo aspetto, molto influenzata dall'estetica delle casamatte della seconda guerra mondiale che tanto ebbero influenza su Paul Virilio. Questa chiesa è stata classificata come "Monumento storico" nel maggio 2000.